# Erlbach
Erlbach là một đô thị thuộc huyện Altötting bang Bayern nước Đức